# LeTech
株式会社LeTech（リテック）は、大阪市北区に本社を置く不動産会社である。東京証券取引所グロース市場上場。旧商号は株式会社リーガル不動産。

## 概要
金融機関・弁護士向け不動産仲介コンサルティング・任意売却事業に加えて、不動産の開発・賃貸・分譲・リフォームなどを手掛けている。
2021年には商号をLeTechに変更し、不動産オーナー向けプラットフォーム「YANUSY」事業を中核に不動産テック企業を目指すとしている。

## 沿革
- 2000年（平成12年）9月 - 株式会社メイプルホーム設立（資本金1,000万円、大阪市城東区）
- 2001年（平成13年）4月 - 株式会社リーガル不動産に商号変更
- 2018年（平成30年）10月 - 東京証券取引所マザーズ市場に株式上場
- 2021年（令和3年）2月 - 株式会社LeTechに商号変更
- 2025年（令和7年）5月 - 住友林業株式会社が株式公開買付け（第1回）により議決権所有割合ベースで69.00%の株式を取得し親会社となる。

## 事業内容
- 不動産ソリューション事業
- 不動産賃貸事業
- その他事業
  - ウェルス マネジメント事業

## 事業所
- 本社 - 大阪府大阪市北区堂山町3番3号 日本生命梅田ビル 10階
- 東京支社 - 東京都港区虎ノ門1丁目2番8号 虎ノ門琴平タワー 7階
- 神戸支店 - 兵庫県神戸市中央区二宮町1丁目4番7号 リーガル三宮東ビル 2階